# Saint-Pardoux-de-Drône

Saint-Pardoux-de-Drône este o comună în departamentul Dordogne din sud-vestul Franței. În 2009 avea o populație de 214 de locuitori.

## Evoluția populației
| An        | 1975 | 1982 | 1990 | 1999 | 2006 | 2009 |
| --------- | ---- | ---- | ---- | ---- | ---- | ---- |
| Populație | 232  | 221  | 218  | 215  | 215  | 214  |